# Luigi Coardi Bagnasco di Carpeneto
Giuseppe Maria Luigi Evasio Coardi, marchese di Bagnasco (Torino, 1º dicembre 1779 – Torino, 7 marzo 1849) è stato un politico italiano, sindaco di Torino nel 1821.

## Biografia
Figlio di Carlo Giuseppe, detto il barone di Carpeneto, e di Maria Teresa Scarampi di Camino, nel 1787 ricevette il titolo di marchese di Bagnasco e nel 1798 sposò Paolina Salomone di Serravalle (morta nel 1846), dalla quale ebbe otto figli.
Fu cavaliere dell'Ordine Mauriziano nel 1792 e sindaco di prima classe di Torino nel 1821.
Nel periodo napoleonico organizzò l'inventario e la classificazione dell'archivio di famiglia.
Nel 1833 cedette al comune di Gambasca i suoi possedimenti in quel territorio.